# Rockin' Collection – The Early Years
Rockin' Collection – The Early Years är ett samlingsalbum av Eva Eastwood som släpptes 2013.

## Låtlista
| Nr           | Titel                                         | Längd |
| ------------ | --------------------------------------------- | ----- |
| 1.           | Someone To Love                               | 2:37  |
| 2.           | Bearhug (with Jesse Al Tuscan)                | 2:18  |
| 3.           | Starlight Starbright (with the Peak Brothers) | 2:20  |
| 4.           | Like I'm Dying (with Don Cavalli)             | 2:36  |
| 5.           | Go Young Man                                  | 2:31  |
| 6.           | That Mistake                                  | 2:48  |
| 7.           | I Do                                          | 2:11  |
| 8.           | Johnny My Dear                                | 2:44  |
| 9.           | 602 91                                        | 2:16  |
| 10.          | Our Love Is True                              | 2:11  |
| 11.          | Love Me Too (with Don Cavalli)                | 1:40  |
| 12.          | Hep Hep Hep                                   | 2:33  |
| 13.          | Wendys Wedding (feat. Besk Quartet)           | 2:58  |
| 14.          | You Do                                        | 2:51  |
| 15.          | Hot Chicks & Cool Cats                        | 2:23  |
| 16.          | He's Gonna Be My Boy                          | 1:49  |
| 17.          | Buddy I Got You                               | 2:05  |
| 18.          | First Kiss                                    | 2:47  |
| Total längd: | Total längd:                                  | 43:38 |